# West Farleigh
West Farleigh är en ort och civil parish i grevskapet Kent i sydöstra England. Orten ligger i distriktet Maidstone, cirka 5,5 kilometer sydväst om Maidstone. Civil parishen hade 533 invånare vid folkräkningen år 2021.